# 1. HMNL za žene 2017./18.
Prva hrvatska malonogometna liga za žene je svoje treće izdanje imala u sezoni 2017./18. 
 Sudjelovalo je deset klubova, a prvak je postao "Alumnus SC Flegar" iz Zagreba.

## Sustav natjecanja
Deset klubova igra jednokružnu ligu, kroz tri turnira. Četiri najuspješnija kluba na kraju igraju završni turnir za prvaka lige.
Turniri su igrani u: 
- Pisarovini, 16. i 17. prosinca 2017.[4][5][6]
- Lučkome 27. i 28. siječnja 2018.[7][8][9]
- Sisku, 17. i 18. veljače 2018.[10][11]
- završni turnir u Sesvetama, 9. i 10. ožujka 2018.[12][13]

## Sudionici
- Mirlović Zagora, Mirlović Zagora
- Meteora Futsal, Pisarovina
- Super Chicks, Poličnik
- Futsal Fiume, Rijeka
- Siscia, Sisak
- Split Tommy, Split
- MC Plus, Sveta Nedelja
- Alumnus S.C. Flegar, Zagreb
- Kozakiv, Zagreb
- Uspinjača, Zagreb

## Ligaški dio
Ljestvica 
| mj. | klub              | ut. | pob. | ner. | por, | gol+ | gol- | bod    |                |
| --- | ----------------- | --- | ---- | ---- | ---- | ---- | ---- | ------ | -------------- |
| 1.  | Alumnus SC Flegar | 9   | 9    | 0    | 0    | 67   | 11   | 27     | završni turnir |
| 2.  | Split Tommy       | 9   | 8    | 0    | 1    | 70   | 18   | 24     | završni turnir |
| 3.  | MC Plus           | 9   | 7    | 0    | 2    | 61   | 9    | 21     | završni turnir |
| 4.  | Uspinjača         | 9   | 5    | 0    | 4    | 19   | 22   | 15     | završni turnir |
| 5.  | Super Chicks      | 9   | 5    | 0    | 4    | 23   | 24   | 15     |                |
| 6.  | Meteora Futsal    | 9   | 4    | 0    | 5    | 31   | 26   | 12     |                |
| 7.  | Mirlović Zagora   | 9   | 3    | 0    | 6    | 27   | 33   | 9      |                |
| 8.  | Kozakiv           | 9   | 2    | 0    | 7    | 18   | 73   | 6      |                |
| 9.  | Siscia            | 9   | 1    | 0    | 8    | 11   | 86   | 3      |                |
| 10. | Futsal Fiume      | 9   | 1    | 0    | 8    | 11   | 36   | 2 (-1) |                |

## Završni turnir
Održan u Sesvetama u športskoj dvorani srednje škole "Jelkovec"
| klub1             | rez.          | klub2         | napomene, izvještaji |
| poluzavršnica     | poluzavršnica | poluzavršnica | poluzavršnica        |
| ----------------- | ------------- | ------------- | -------------------- |
| Split Tommy       | 4:2           | MC Plus       | [ 14 ]               |
| Alumnus SC Flegar | 8:1           | Uspinjača     | [ 14 ]               |
|                   |               |               |                      |
| za 3. mjesto      |               |               |                      |
| MC Plus           | 6:2           | Uspinjača     | [ 1 ]                |
|                   |               |               |                      |
| završnica         |               |               |                      |
| Alumnus SC Flegar | 5:3           | Split Tommy   | [ 1 ]                |

## Unutrašnje poveznice
- Prva hrvatska malonogometna liga za žene

## Vanjske poveznice
- crofutsal.com
- HNS, 1. HMNL za žene
- hrfutsal.net  Arhivirana inačica izvorne stranice od 6. rujna 2019. (Wayback Machine)